# Reserva natural de Mokolo Bam
La Reserva Natural de la Presa de Mokolo o Parque Provincial de la Presa de Mokolo es una zona protegida en la provincia de Limpopo, Sudáfrica. Se rodea en la presa de Mokolo, en el río Mokolo. Se encuentra a 32 km al sur de Lephalale, justo al noreste del parque nacional de Marakele y no muy lejos de la Reserva de Caza de Lapalala.

## Río Limpopo
Río Limpopo, se encuentre en el sureste de África que nace como el río cocodrilo en Witwatersrand , Sudáfrica, y fluye en un curso semicircular primero al noreste y después al este, alrededor de 1,100 millas (1,800 km) hasta el océano Índico. Desde su nacimiento, el rio fluye hacia el norte hasta Magaliesberg, cortando Hartbeespoort Gap, luego fluye a través de la fértil cuenca Bushveld hasta el campo de granito abierto, donde se une en la orilla izquierda por el río Marico .
El río Limpopo tiene una represa a unas 62 millas (100 km) de su desembocadura, cerca de Guijá, donde se ha desarrollado un asentamiento agrícola. Las cabeceras de Krokodil en Hartbeespoort Dam tienen una descarga anual promedio de 124,000 acres-pies (152,954,000 metros cúbicos), con flujo máximo en febrero y mínimo en agosto. Los cursos medio y bajo del flujo de agua Limpopo reflejan los cambios climáticos, secando a una secuencia de charcos en los meses de invierno y alcanzando proporciones de inundación en el verano.

## Geografía
El flujo de agua Limpopo nace de la confluencia de los ríos Cocodrilo y Marico y explica un gran arco, primero zigzagueando hacia el noreste y norte, posteriormente torciendo hacia el este y al final el sureste. En años secos, los sectores superiores del flujo de agua fluyen a lo largo de 40 días o menos. La zona de captación preeminente es árida, en el desierto de Kalahari, sin embargo se hace menos árida flujo de agua debajo. En la esquina noreste de Sudáfrica el flujo de agua toca la mayor zona de conservación. Unos 14 millones de individuos viven en la cuenca del flujo de agua de Limpopo, un área de cerca de 413.000 km². La mayoría de la población que habita en la cuenca del flujo de agua de Limpopo es pobre, y el apetito y la desnutrición son bastante habituales a lo largo de las sequías o una vez que se malogran las cosechas.

## Fauna
- Barbudo crestado[4]
- Águila pescadora africana
- Pescador de capucha marrón
- Gorrión de cabeza gris
- Ganso egipcio
- Abejaruco de frente blanca
- Alcaudón Pío
- Hipopótamos
- Cocodrilos

## Vegetación
Árboles de Diospyros mespiliformis, Xanthoceris zambesiaca, Cordyla africana y Acacia albida.